# Élections fédérales suisses de 1851
Les élections fédérales suisses de 1851 se sont déroulées le 26 octobre 1851 pour élire les 120 députés (neuf de plus qu'en 1848) siégeant au Conseil national (chambre basse), pour une mandature de trois ans. Ces élections sont régulées pour la première fois avec la «Loi fédérale concernant les élections au Conseil national» du 21 décembre 1850. Les députés ont débuté cette seconde législature le 1er décembre 1851. Elles font suite à plus de 19 élections complémentaires ayant eu lieu entre 1848 et 1851 et réparties sur 17 circonscriptions électorales. Cela représente le renouvellement d'1/6 du total des sièges au Conseil national.
Les élections au Conseil des États sont quant à elles non régulées. Dès lors, certains cantons ont renouvelé leurs Sénateurs parfois plusieurs fois sur les trois années écoulées. Les Conseillers aux États sont toujours élus, nommés ou désignés par les Grands Conseils, et ce à des dates variables, mais aucune statistique ni chiffre ne sont donnés pour la répartition des Sénateurs à la chambre haute.
Sur 517 020 hommes ayant droit de cité, 276 997 prirent part aux élections, ce qui représente un taux de participation de 53,6 % (+9 points). Toutefois, ces chiffres ne tiennent pas compte la participation dans 6 cantons (AI, AR, GL, OW, NW et UR) où les conseillers nationaux furent élus par les Landsgemeinden cantonales respectives. 
Pour la première fois, les 7 conseillers fédéraux furent d'abord élus au Conseil national lors de ces élections, leur donnant ainsi une légitimité populaire.

## Loi fédérale concernant les élections au Conseil national

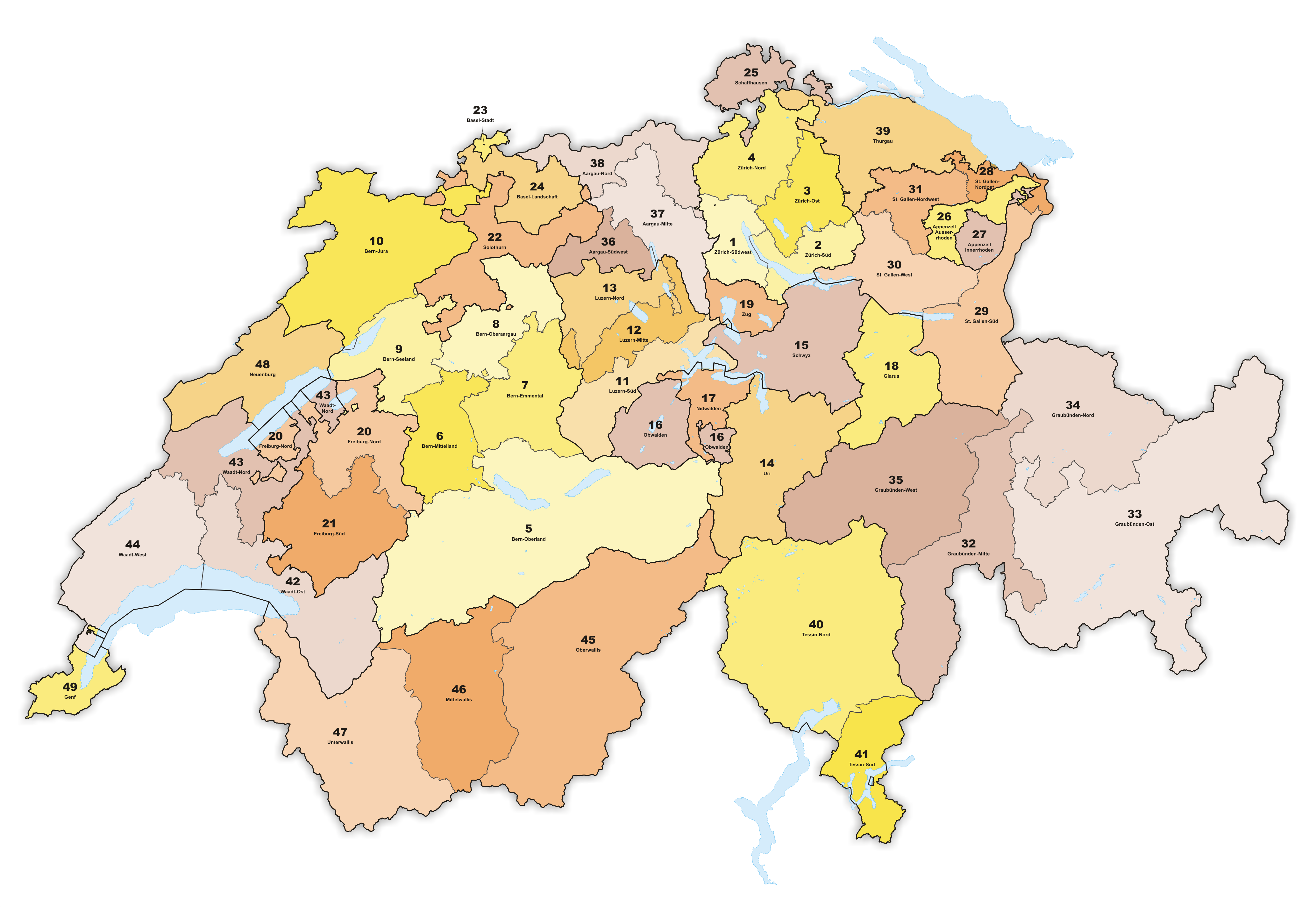
Les 49 circonscriptions des 2e, 3e, 4e et 5e Législatures fédérales (1851-1863).

Pour ces élections, la «Loi fédérale concernant les élections au Conseil national» en fixe les modalités: 
- Art.1 : Le nombre de arrondissements électoraux est réduit à 49 (-3).
- Art.3 : Les électeurs, seuls les hommes, jouissant de leur droit de cité et âgés de 20 ans peuvent prendre part au vote.
- Art.6 : Seuls les citoyens laïques ont le droit de se présenter aux élections.
- Art.7 : Impossibilité de cumuler les mandats entre Conseil fédéral, Conseil des États et Conseil national.
- Art.9 : Les élections sont fixées au dernier dimanche d'octobre. Ceci est toujours en vigueur.
- Art.12 : Liberté aux Cantons de fixer les modalités d'élections.
- Art.17 : Mode de scrutin majoritaire pour les élections au Conseil national.
- Art.34 : Durée de mandature fixée à trois ans.

Une nouvelle répartition des sièges est également convenue. Avec l'augmentation de 111 à 120 sièges, les Cantons d'Argovie, de Glaris, de Lucerne, de Neuchâtel, de Vaud et de Zurich reçoivent chacun un siège supplémentaire. Le Canton de Berne, quant à lui, reçoit trois sièges supplémentaires.
En outre, des arrondissements électoraux sont parfois fusionnés comme c'est le cas en Thurgovie ou les 4 arrondissements ne font plus qu'un. À l'inverse, les circonscriptions uniques des Cantons d'Argovie ou du Tessin sont fractionnés, passant à trois et respectivement deux, pour cette législature.
Les élections débouchèrent à nouveau sur une écrasante victoire des Radicaux (centre-gauche). Toutefois, l'engouement pour les radicaux à la suite notamment de la Guerre du Sonderbund ou encore les Printemps des peuples et révolutions libérales de 1848/1849 à l'étranger retomba. Le camp du centre (Libéraux) et de la droite (Conservateurs catholiques et réformés) gagnèrent 13 sièges alors que le centre-gauche (Radicaux) et la gauche (Gauche Démocratique) perdit des sièges.

## Législature 1851-1854
Les liens (et couleurs) renvoient sur les partis héritiers actuels de ces formations politiques d'antan. Certaines formations sont passées de gauche au centre-droit (GR et CL ⇒ PLR), d'autres de la droite au centre-droit (DC ⇒ PDC) ou au centre-gauche (DE ⇒ PEV). La Gauche Démocratique est restée à gauche aujourd'hui à travers les mouvements socialistes.
|  | Formations («Partis»)         | Sigles | Tendances politiques                           | Sièges au CN | Sièges au CE |
|  | ----------------------------- | ------ | ---------------------------------------------- | ------------ | ------------ |
|  | Gauche Radicale               | GR     | Radicaux, Radicaux-démocrates, Gauche          | 78           | 17           |
|  | Centre Libéral                | CL     | Libéraux, Modérés, Libéraux-démocrates, Centre | 16           | 14           |
|  | Parti catholique conservateur | PCC    | Conservateurs catholiques, Droite              | 16           | 10           |
|  | Droite Évangélique            | DE     | Conservateurs réformés, Droite                 | 7            | 2            |
|  | Gauche Démocratique           | GD     | Démocrates, Gauche                             | 3            | -            |
|  | Divers                        | Ind    | Divers                                         | -            | 1            |

## Résultats au Conseil national dans les cantons
| Canton             | Total | GD     | GR      | CL      | DE     | PCC     |
| ------------------ | ----- | ------ | ------- | ------- | ------ | ------- |
| Zurich             | 13    | 1      | 11 (+1) | -       | 1      | -       |
| Berne              | 23    | -      | 15 (+2) | 0 (-3)  | 5 (+1) | 3 (+3)  |
| Lucerne            | 7     | -      | 4       | 1       | -      | 2 (+1)  |
| Uri                | 1     | -      | -       | -       | -      | 1       |
| Schwytz            | 2     | -      | -       | 1       | -      | 1       |
| Nidwald            | 1     | -      | -       | -       | -      | 1       |
| Obwald             | 1     | -      | -       | -       | -      | 1       |
| Glaris             | 2     | -      | 1       | 1 (+1)  | -      | -       |
| Zoug               | 1     | -      | -       | -       | -      | 1       |
| Fribourg           | 5     | -      | 5 (+1)  | 0 (-1)  | -      | -       |
| Soleure            | 3     | -      | 3       | -       | -      | -       |
| Bâle Campagne      | 2     | 1      | 1       | -       | -      | -       |
| Bâle-Ville         | 1     | -      | -       | 1       | -      | -       |
| Schaffhouse        | 2     | -      | 2       | -       | -      | -       |
| Rhodes-Extérieures | 2     | -      | 2       | -       | -      | -       |
| Rhodes-Intérieures | 1     | -      | -       | -       | -      | 1       |
| Saint Gall         | 8     | -      | 7 (+1)  | 1 (-1)  | -      | -       |
| Grisons            | 4     | -      | 1 (-1)  | 2 (+1)  | 1      | -       |
| Argovie            | 10    | -      | 4 (-4)  | 3 (+2)  | -      | 3 (+3)  |
| Thurgovie          | 4     | 0 (-2) | 4 (+2)  | -       | -      | -       |
| Tessin             | 6     | -      | 4 (-2)  | 2 (+2)  | -      | -       |
| Vaud               | 10    | 1 (-1) | 5 (-2)  | 4 (+4)  | -      | -       |
| Valais             | 4     | -      | 2       | -       | -      | 2       |
| Neuchâtel          | 4     | -      | 4 (+1)  | -       | -      | -       |
| Genève             | 3     | -      | 3       | -       | -      | -       |
|                    | 120   | 3 (-3) | 78 (-1) | 16 (+5) | 7 (+1) | 16 (+7) |